# Кавбуз
Кавбуз — гібрид кавуна і гарбуза. Одержаний за допомогою препаратів нуклеїнових кислот кавуна і гарбуза Анатолієм Потопальським в Інституті молекулярної біології і генетики Національної академії України в 1977 році. Зареєстрований у Держреєстрі сортів рослин, придатних для поширення в Україні у 2016 році. Цю рослину внесено як сорт гарбуза кормового «Кавбуз Здоров'яга».
Росте по всій території України і навіть на півночі Росії. За формою більше схожий на гарбуз, помаранчевий або зеленим зі смугами, вагою до 25—30 кг. Колір м'якоті більше схожий на колір гарбуза — помаранчевий або білий, запах — поєднання гарбуза з кавуном. Цукристість менша, ніж у кавуна. Насіння схоже на насіння кавуна. Протягом 20 поколінь зберігає проміжну округлу форму з жовто-коричневим кольором верхнього шару, що нагадує насіння кавуна. Насіння можна використовувати як глистогінний засіб.
Кавбуз має тривалу лежкість, його можна зберігати аж до наступного літа. З часом плоди стають солодшими.
Із кавбуза було створено нову рослину — кавбудек. Маслянистість насіння кавбудека складає 45—55 %.

## Хімічний склад
Плоди містять каротин, пектини, цукри, білки, вітаміни А, В, С, РР, мінеральні речовини.

## Вирощування

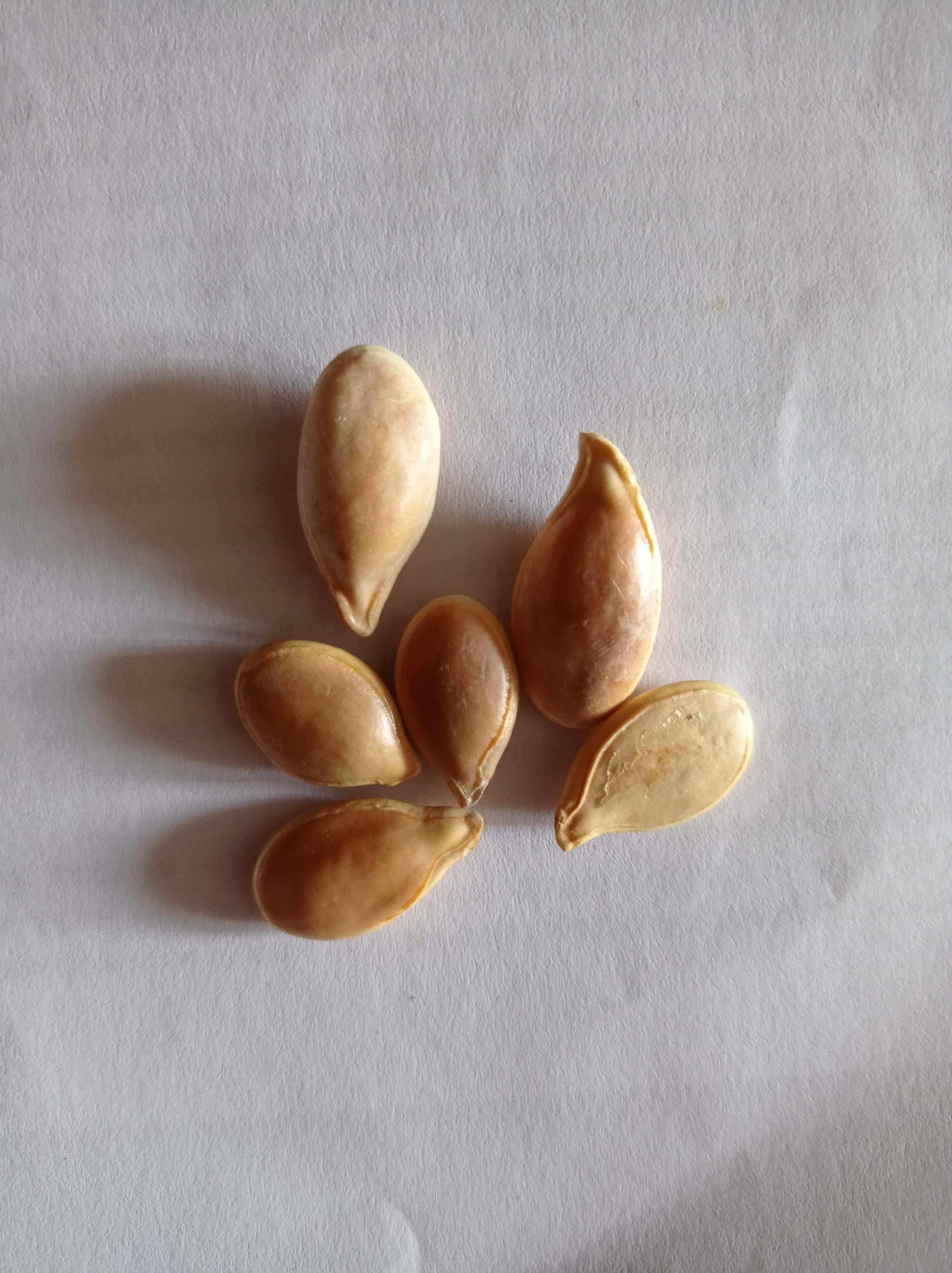
Насіння
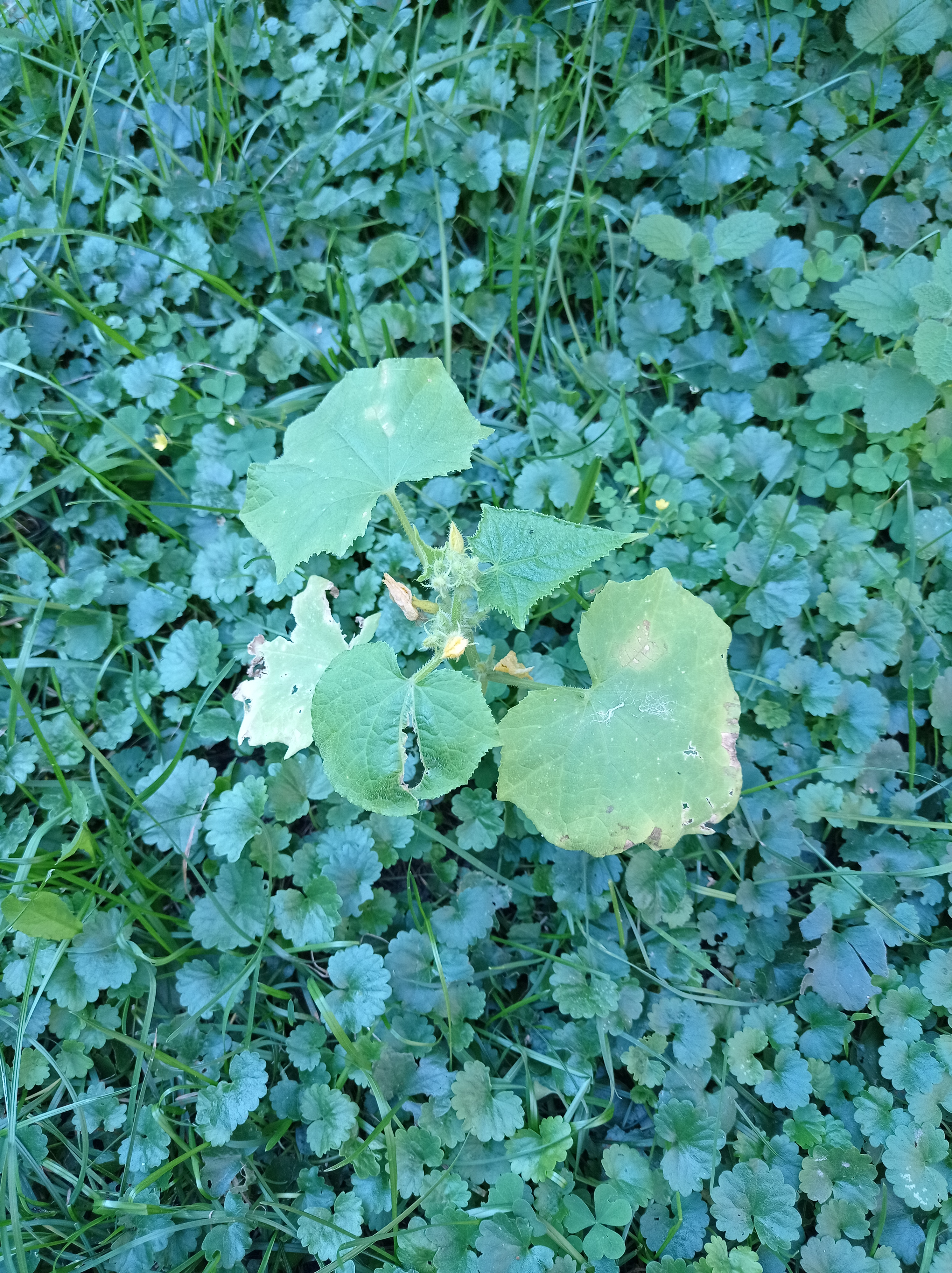
Рослина

Висівають, коли ґрунт прогріється до 11—13 градусів тепла, в умовах Полісся це друга декада травня. У лунку з насінням кладуть перегній: це значно підвищує врожайність. Лунку накривають пластиковою пляшкою з вирізаним дном. Така пляшка гратиме роль мінітеплиці, завдяки якій сходи зійдуть на два тижні раніше. Щоб швидше отримати плоди, садять розсадою. Найкращі попередники — капуста, картопля, коренеплоди.
Знімають плоди разом із плодоніжками, щоб вони не гнили. Якщо плоди не достигли дозріти на корені, то дозрівають на сонці. Наступного разу на те ж саме місце садять через 4 роки.

## Використання
Кавбуз використовують як і гарбуз (каші, у сирому вигляді), так і як кавун (у сирому вигляді, у вигляді варення і пюре). Використовують у тваринництві й птахівництві як корм.
Наявність бета-каротину забезпечує протипухлинний ефект, а також може використовуватися для профілактики й лікування атеросклерозу. Ефективно виводить радіонукліди. Може використовуватися при діабеті, ожирінні, захворюваннях нирок, печінки, серцево-судинної системи, жовчнокам'яної хвороби.
Із кавбузола виробляють олію «Кавбузол», шріт «Кавбусорб», добавки дієтичні «Кавбусорб глистогінний», «Кавбусорб-омолоджувач», «Кавбусорб протидіабетичний».